# Fréchède
Fréchède é uma comuna francesa na região administrativa de Occitânia, no departamento dos Altos Pirenéus. Estende-se por uma área de 5,43 km². Em 2010 a comuna tinha 51 habitantes (densidade: 9,4 hab./km²).